# دبلیودبلیوئی ۲کی۱۸
دبلیودبلیوئی ۲کی۱۸ (به انگلیسی: WWE 2K18) یک بازی ویدئویی کشتی حرفه‌ای است که با همکاری دو شرکت ویژوال کانسپت و یوکس توسعه یافته‌است و توسط شرکت ۲کی اسپورتز برای ]، پلی‌استیشن ۴، اکس‌باکس وان و مایکروسافت ویندوز منتشر شده‌است. این بازی در تاریخ‌های ۱۷ اکتبر ۲۰۱۷ (در سراسر جهان) و ۶ دسامبر ۲۰۱۷ (برای نینتندو سوئیچ) منتشر شد.
در بین ویژگی‌های این بازی، افزایش گرافیک و تعداد کشتی‌گیرها و شخصیت‌های قابل بازی از جمله گلدبرگ و کرت انگل را داشتیم. نسخهٔ بعدی این بازی با عنوان دبلیودبلیوئی ۲کی۱۹ در اکتبر ۲۰۱۸ منتشر شد. این اولین سری بازی کشتی کج بود که نسخه ای برای کنسول‌های نسل هفتم یعنی ایکس باکس ۳۶۰ منتشر نکرد.